# Noxocremastus facialis
Noxocremastus facialis är en stekelart som beskrevs av Narolsky 1993. Noxocremastus facialis ingår i släktet Noxocremastus och familjen brokparasitsteklar. Inga underarter finns listade i Catalogue of Life.